# Trifurcula aurella
Trifurcula aurella is een vlinder uit de familie dwergmineermotten (Nepticulidae). De wetenschappelijke naam is voor het eerst geldig gepubliceerd in 1933 door Rebel.
De soort komt voor in Europa.